# Jamaicas fodboldlandshold
Jamaicas fodboldlandshold er et hold under Jamaica Football Federation (JFF), udvalgt blandt alle jamaicanske fodboldspillere til at repræsentere Jamaica i internationale fodboldturneringer arrangeret af FIFA og CONCACAF samt i venskabskampe mod andre nationale fodboldforbunds udvalgte hold.